# 安部駅
安部駅（あべえき）は、鳥取県八頭郡八頭町日下部字徳尾にある、若桜鉄道若桜線の駅。

## 歴史
若桜線の開業は1930年（昭和5年）12月1日であるが、駅の位置で日下部と八東川対岸の安井宿が対立し集団で村内を行進するなど紛糾をきわめたが、妥協案として入口を2つ設けることで日下部に設置された。この影響により、若桜線の隼駅 - 若桜駅の開業から1年2ヶ月後の開業となった。
因果関係は不明だが、安部駅の駅舎は構造がやや変わっており「玄関が線路と並行に向いていて、ホームのすぐそばで線路を横切る道路に面している。」という構造になっている 。

### 年表
- 1932年（昭和7年）2月5日：国鉄若桜線の隼駅 - 八東駅間に新設開業[1]。旅客・貨物の取扱を開始[1]。
  - 当時の所在地表示は鳥取県八頭郡安部村大字日下部であった[5]。
- 1962年（昭和37年）
  - 4月20日：業務委託駅となる（日本交通観光社に委託）[6]。
  - 9月1日：貨物の取り扱いを廃止[1]。
- 1971年（昭和46年）以前：貨物側線撤去[4]。
  - 11月1日：荷物扱い廃止[1]。駅員無配置駅となる[7]。
- 1987年（昭和62年）
  - 4月1日：国鉄分割民営化により、西日本旅客鉄道の駅となる[1]。
  - 10月14日：若桜線の第三セクター化により、若桜鉄道の駅となる[1]。
- 2008年（平成20年）7月23日：駅本屋およびプラットホーム（ともに1932年建築）が国の登録有形文化財に登録される[8][9]。

### 駅名の由来
- 駅舎のある日下部地区と、八東川の対岸にある安井宿地区とで駅名の争奪戦が起きた結果、双方から1字ずつ取ったことによる。周辺に「安部」という地名はない（駅開業以降に発足した団体等の名称に使用されていることはある）。

## 駅構造

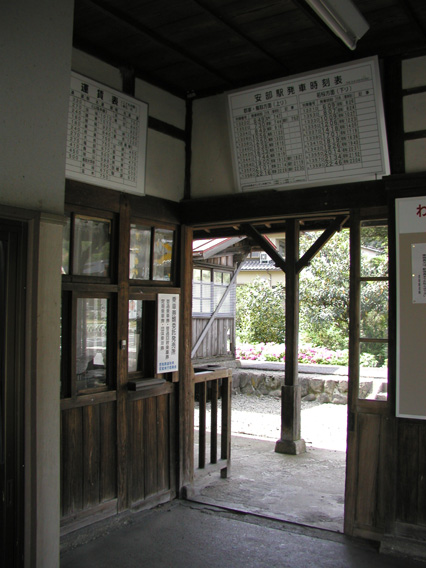
駅舎内（2005年5月）

若桜方面に向かって左側に単式1面1線のホームを持つ地上駅（停留所）。便所は改札外に男女共用の水洗式便所がある。
駅本屋は理髪店と一体化しており、出札業務が同店に簡易委託され、理髪店のオーナーが駅長を兼務している。なお、理髪店の休業日は無人駅となる。

## 利用状況
1日の平均乗降人員は以下の通りである。
| 乗降人員推移 | 乗降人員推移 |
| 年度         | 1日平均人数  |
| ------------ | ------------ |
| 2011年       | 52           |
| 2012年       | 33           |
| 2013年       | 33           |
| 2014年       | 31           |
| 2015年       | 29           |
| 2016年       | 40           |
| 2017年       | 48           |
| 2018年       | 54           |

## 駅周辺
- 日下部簡易郵便局
- 遠藤農園
- 八頭町立安部小学校 - 2017年3月閉校
- 安部保育所
- 安部地区公民館
- 安部地区総合運動公園
- ふれあいスポーツセンター
- 八頭郵便局
- 平木山
- 新興寺
- 八東川
- 国道482号
- 鳥取県道153号才代船岡線

## その他

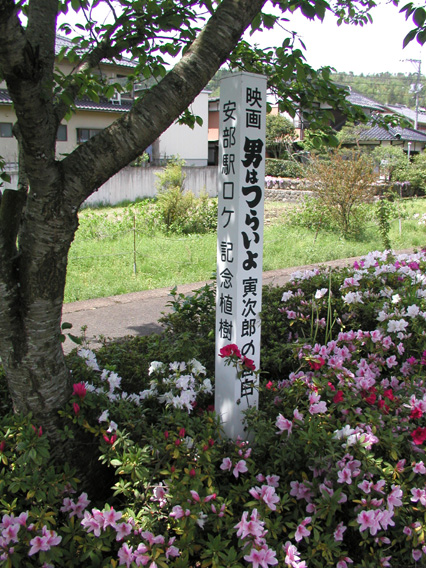
映画「男はつらいよ 寅次郎の告白」ロケ記念植樹（2005年5月）

- 映画「男はつらいよ 寅次郎の告白」のロケ地となったことがあり、ホーム脇に記念植樹されている。また、駅舎には同映画に因んだぬいぐるみが置かれている。

## 隣の駅
若桜鉄道
■若桜線
隼駅 - 安部駅 - 八東駅